# Најстарији људи
Ово је списак 100 најстаријих људи у историји и списак 100 најстаријих мушкараца у историји. На списку се налазе само суперстогодишњаци чије су године старости званично потврђене од стране међународне базе података о дуговечности, односно геронтолошке истраживачке групе или гинисове књиге рекорда.
Званично: Најстарија особа у историји била је Францускиња Жана Калман (1875—1997) која је живела 122 године и 164 дана, а најстарији мушкарац у историји био је Јапанац Џироемон Кимура (1897—2013) који је живео 116 година и 54 дана.
Тренутно: Најстарија жива особа на свету је Етел Катерхем (рођена 21. августа 1909) из Уједињеног Краљевства која има 115 година и 364 дана, а најстарији живи мушкарац на свету је Жоао Марињо Нето (рођен 5. октобра 1912) из Бразила који има 112 година и 319 дана.

## Историја

### Први 100-годишњаци
Ејлиф Филипсен (1682—1785) из Хордаланда, Норвешка, био је први познати потврђени стогодишњак и доживео је 102 године.

### Први 110-годишњаци
И док кроз историју постоји веома много преувеличаних и лажних тврдњи о људима који су доживели екстремно дубоку старост, Холанђанин Герт Адријанс Бомгард (1788—1899) био је први 110-годишњак, а прва жена која је достигла 110 година била је Британка Маргарет Ен Нив (1792—1903).
- Америчка Немица Аугуста Холц (1871—1986) била је прва особа која је напунила 115 година.
- Францускиња Жана Калман (1875—1997) била је прва особа која је напунила 117, 118, 119, 120, 121 и 122 године.
- Амерички Данац Кристијан Мортенсен (1882—1998) био је први је мушкарац који је напунио 115 година.
- Јапанац Џироемон Кимура (1897—2013) био је први мушкарац који је напунио 116 година.

Број документованих људи који су достигли старост од 110 година или више, стално се повећава, док је дефинитивно само део званично потврђен у односу на број оних који су стварно живели толико, с тим да већина тврдњи није имала довољно доказа да би се документовала односно верификовала. Ово се полако мења јер се регистрација рођења у последњих неколико векова увелико стандардизовала.

## 100 најстаријих људи икада
Потврђена доб (умрли): 96
      Потврђена доб (живи): 5

‡^  означава датум смрти али, ако је особа жива, старост на датум 20. август 2025.
| №   | Име                              | Пол | Датум рођења        | Датум смрти         | Старост [‡]          | Место смрти или боравка |
| --- | -------------------------------- | --- | ------------------- | ------------------- | -------------------- | ----------------------- |
| 1   | Жана Калман                      | Ж   | 21. фебруар 1875.   | 4. август 1997.     | 122 године, 164 дана | Француска               |
| 2   | Кане Танака                      | Ж   | 2. јануар 1903.     | 19. април 2022.     | 119 година, 107 дана | Јапан                   |
| 3   | Сара Кнаус                       | Ж   | 24. септембар 1880. | 30. децембар 1999.  | 119 година, 97 дана  | САД                     |
| 4   | Лисил Рандон                     | Ж   | 11. фебруар 1904.   | 17. јануар 2023.    | 118 година, 340 дана | Француска               |
| 5   | Наби Таџима                      | Ж   | 4. август 1900.     | 21. април 2018.     | 117 година, 260 дана | Јапан                   |
| 6   | Мари Луиз Мејер                  | Ж   | 29. август 1880.    | 16. април 1998.     | 117 година, 230 дана | Канада                  |
| 7   | Вајолет Браун                    | Ж   | 10. март 1900.      | 15. септембар 2017. | 117 година, 189 дана | Јамајка                 |
| 8   | Марија Брањас Морера             | Ж   | 4. март 1907.       | 19. август 2024.    | 117 година, 168 дана | Шпанија                 |
| 9   | Ема Морано                       | Ж   | 29. новембар 1899.  | 15. април 2017.     | 117 година, 137 дана | Италија                 |
| 10  | Чијо Мијако                      | Ж   | 2. мај 1901.        | 22. јул 2018.       | 117 година, 81 дан   | Јапан                   |
| 11  | Делфија Велфорд                  | Ж   | 9. септембар 1875.  | 14. новембар 1992.  | 117 година, 66 дана  | САД                     |
| 12  | Мисао Окава                      | Ж   | 5. март 1898.       | 1. април 2015.      | 117 година, 27 дана  | Јапан                   |
| 13  | Франциска Целса дос Сантос       | Ж   | 21. октобар 1904.   | 5. октобар 2021.    | 116 година, 349 дана | Бразил                  |
| 14  | Марија Каповила                  | Ж   | 14. септембар 1889. | 27. август 2006.    | 116 година, 347 дана | Еквадор                 |
| 15  | Ина Канабаро Лукас               | Ж   | 8. јун 1908.        | 30. април 2025.     | 116 година, 326 дана | Бразил                  |
| 16  | Сузана Мушат Џоунс               | Ж   | 6. јул 1899.        | 12. мај 2016.       | 116 година, 311 дана | САД                     |
| 17  | Гертруда Вивер                   | Ж   | 4. јул 1898.        | 6. април 2015.      | 116 година, 276 дана | САД                     |
| 18  | Јулија Марија Франциска Симао    | Ж   | 9. јануар 1901.     | 8. октобар 2017.    | 116 година, 272 дана | Бразил                  |
| 19  | Фуса Татсуми                     | Ж   | 25. април 1907.     | 12. децембар 2023.  | 116 година, 231 дан  | Јапан                   |
| 20  | Антонија да Санта Круз           | Ж   | 13. јун 1905.       | 23. јануар 2022.    | 116 година, 224 дана | Бразил                  |
| 21  | Томико Итока                     | Ж   | 23. мај 1908.       | 29. децембар 2024.  | 116 година, 220 дана | Јапан                   |
| 22  | Тане Икај                        | Ж   | 18. јануар 1879.    | 12. јул 1995.       | 116 година, 175 дана | Јапан                   |
| 23  | Жан Бо                           | Ж   | 14. јануар 1905.    | 22. мај 2021.       | 116 година, 128 дана | Француска               |
| 24  | Елизабет Болден                  | Ж   | 15. август 1890.    | 11. децембар 2006.  | 116 година, 118 дана | САД                     |
| 25  | Бес Купер                        | Ж   | 26. август 1896.    | 4. децембар 2012.   | 116 година, 100 дана | САД                     |
| 26  | Марија Ђузепа Робучи             | Ж   | 20. март 1903.      | 18. јун 2019.       | 116 година, 90 дана  | Италија                 |
| 27  | Текла Јуњевич                    | Ж   | 10. јун 1906.       | 19. август 2022.    | 116 година, 70 дана  | Пољска                  |
| 28  | Џироемон Кимура                  | М   | 19. април 1897.     | 12. јун 2013.       | 116 година, 54 дана  | Јапан                   |
| 29  | Ана Вела Рубио                   | Ж   | 29. октобар 1901.   | 15. децембар 2017.  | 116 година, 47 дана  | Шпанија                 |
| 30  | Ђузепина Пројето                 | Ж   | 30. мај 1902.       | 6. јул 2018.        | 116 година, 37 дана  | Италија                 |
| 31  | Истер Вигинс                     | Ж   | 1. јун 1874.        | 7. јул 1990.        | 116 година, 36 дана  | САД                     |
| 32  | Џерлин Тали                      | Ж   | 23. мај 1899.       | 17. јун 2015.       | 116 година, 25 дана  | САД                     |
| 33  | Идит Чекарели                    | Ж   | 5. фебруар 1908.    | 22. фебруар 2024.   | 116 година, 17 дана  | САД                     |
| 34  | Етел Катерхем                    | Ж   | 21. август 1909.    | Жива                | 115 година, 364 дана | Уједињено Краљевство    |
| 35  | Ела Милер                        | Ж   | 6. децембар 1884.   | 21. новембар 2000.  | 115 година, 351 дан  | САД                     |
| 36  | Шигејо Накачи                    | Ж   | 1. фебруар 1905.    | 11. јануар 2021.    | 115 година, 345 дана | Јапан                   |
| 37  | Меги Барнс                       | Ж   | 6. март 1882.       | 19. јануар 1998.    | 115 година, 319 дана | САД                     |
| 38  | Дина Манфредини                  | Ж   | 4. април 1897.      | 17. децембар 2012.  | 115 година, 257 дана | САД                     |
| 39  | Шимое Акијама                    | Ж   | 19. мај 1903.       | 29. јануар 2019.    | 115 година, 255 дана | Јапан                   |
| 40  | Кристијан Мортенсен              | М   | 16. август 1882.    | 25. април 1998.     | 115 година, 252 дана | САД                     |
| 41  | Хестер Форд                      | Ж   | 15. август 1905.    | 17. април 2021.     | 115 година, 245 дана | САД                     |
| 42  | Окаги Хајаши                     | Ж   | 2. септембар 1909.  | 26. април 2025.     | 115 година, 236 дана | Јапан                   |
| 43  | Шарлот Хјуз                      | Ж   | 1. август 1877.     | 17. март 1993.      | 115 година, 228 дана | Уједињено Краљевство    |
| 44  | Една Паркер                      | Ж   | 20. април 1893.     | 26. новембар 2008.  | 115 година, 220 дана | САД                     |
| 45  | Мери Ен Роудс                    | Ж   | 12. август 1882.    | 3. март 1998.       | 115 година, 203 дана | Канада                  |
| 46  | Харуми Накамура                  | Ж   | 15. март 1900.      | 27. септембар 2015. | 115 година, 196 дана | Јапан                   |
| 47  | Маргарет Скит                    | Ж   | 27. октобар 1878.   | 7. мај 1994.        | 115 година, 192 дана | САД                     |
| 48  | Магдалена Оливер Габаро          | Ж   | 31. октобар 1903.   | 1. мај 2019.        | 115 година, 182 дана | Шпанија                 |
| 49  | Бернис Мадиган                   | Ж   | 24. јул 1899.       | 3. јануар 2015.     | 115 година, 163 дана | САД                     |
| 50  | Гертруда Бејнс                   | Ж   | 6. април 1894.      | 11. септембар 2009. | 115 година, 158 дана | САД                     |
| 51  | Емилијано Меркадо дел Торо       | М   | 21. август 1891.    | 24. јануар 2007.    | 115 година, 156 дана | Порторико               |
| 52  | Бети Вилсон                      | Ж   | 13. септембар 1890. | 13. фебруар 2006.   | 115 година, 153 дана | САД                     |
| 53  | Шин Мацушита                     | Ж   | 30. март 1904.      | 27. август 2019.    | 115 година, 150 дана | Јапан                   |
| 54  | Ајрис Вестман                    | Ж   | 28. август 1905.    | 3. јануар 2021.     | 115 година, 128 дана | САД                     |
| 55  | Џули Винефред Бертран            | Ж   | 16. септембар 1891. | 18. јануар 2007.    | 115 година, 124 дана | Канада                  |
| 56  | Марија де Жезус                  | Ж   | 10. септембар 1893. | 2. јануар 2009.     | 115 година, 114 дана | Португалија             |
| 57  | Мари-Џозефин Годет               | Ж   | 25. март 1902.      | 13. јул 2017.       | 115 година, 110 дана | Италија                 |
| 58  | Сузи Гибсон                      | Ж   | 31. октобар 1890.   | 16. фебруар 2006.   | 115 година, 108 дана | САД                     |
| 58  | Телма Сатклиф                    | Ж   | 1. октобар 1906.    | 17. јануар 2022.    | 115 година, 108 дана | САД                     |
| 60  | Една Керн                        | Ж   | 14. октобар 1900.   | 20. јануар 2016.    | 115 година, 98 дана  | САД                     |
| 61  | Мари-Роуз Тесје                  | Ж   | 21. мај 1910.       | Жива                | 115 година, 91 дан   | Француска               |
| 62  | Елизабет Франсис                 | Ж   | 25. јул 1909.       | 22. октобар 2024.   | 115 година, 89 дана  | САД                     |
| 63  | Касилда Бенегас                  | Ж   | 8. април 1907.      | 28. јун 2022.       | 115 година, 81 дан   | Аргентина               |
| 64  | Аугуста Холц                     | Ж   | 3. август 1871.     | 21. октобар 1986.   | 115 година, 79 дана  | САД                     |
| 65  | Гиљермина Акоста Билбао          | Ж   | 27. новембар 1901.  | 13. фебруар 2017.   | 115 година, 78 дана  | Панама                  |
| 66  | Валентине Лигни                  | Ж   | 22. октобар 1906.   | 4. јануар 2022.     | 115 година, 74 дана  | Француска               |
| 67  | Хендрикје ван Андел Шипер        | Ж   | 29. јун 1890.       | 30. август 2005.    | 115 година, 62 дана  | Холандија               |
| 68  | Беси Хендрикс                    | Ж   | 7. новембар 1907.   | 3. јануар 2023.     | 115 година, 57 дана  | САД                     |
| 69  | Мина Китагава                    | Ж   | 3. новембар 1905.   | 19. децембар 2020.  | 115 година, 46 дана  | Јапан                   |
| 70  | Мари Бремон                      | Ж   | 25. април 1886.     | 6. јун 2001.        | 115 година, 42 дана  | Француска               |
| 71  | Jоши Отсунари                    | Ж   | 17. децембар 1906.  | 26. јануар 2022.    | 115 година, 40 дана  | Јапан                   |
| 72  | Мод Фарис-Луз                    | Ж   | 21. фебруар 1887.   | 18. март 2002.      | 115 година, 25 дана  | САД                     |
| 73  | Кото Окубо                       | Ж   | 24. децембар 1897.  | 12. јануар 2013.    | 115 година, 19 дана  | Јапан                   |
| 74  | Антонија Жерена Ривера           | Ж   | 19. мај 1900.       | 2. јун 2015.        | 115 година, 14 дана  | САД                     |
| 75  | Чијоно Хасегава                  | Ж   | 20. новембар 1896.  | 2. децембар 2011.   | 115 година, 12 дана  | Јапан                   |
| 76  | Ени Џенингс                      | Ж   | 12. новембар 1884.  | 20. новембар 1999.  | 115 година, 8 дана   | Уједињено Краљевство    |
| 77  | Анонимно                         | Ж   | 29. април 1907.     | 30. април 2022.     | 115 година, 1 дан    | Јапан                   |
| 78  | Ева Морис                        | Ж   | 8. новембар 1885.   | 2. новембар 2000.   | 114 година, 360 дана | Уједињено Краљевство    |
| 79  | Кама Чинен                       | Ж   | 10. мај 1895.       | 2. мај 2010.        | 114 година, 357 дана | Јапан                   |
| 80  | Мери Бидвел                      | Ж   | 9. мај 1881.        | 25. април 1996.     | 114 година, 352 дана | САД                     |
| 81  | Софија Рохас де Диjаз            | Ж   | 13. август 1907.    | 30. јул 2022.       | 114 година, 351 дан  | Колумбија               |
| 82  | Марија Гомес Валентим            | Ж   | 9. јул 1896.        | 21. јун 2011.       | 114 година, 347 дана | Бразил                  |
| 83  | Хејзел Пламер                    | Ж   | 19. јун 1908.       | 25. мај 2023.       | 114 година, 340 дана | САД                     |
| 84  | Офелија Беркс                    | Ж   | 25. октобар 1903.   | 27. септембар 2018. | 114 година, 337 дана | САД                     |
| 85  | Наоми Вајтхед                    | Ж   | 26. септембар 1910. | Жива                | 114 година, 328 дана | САД                     |
| 86  | Хуан Висенте Перез               | М   | 27. мај 1909.       | 2. април 2024.      | 114 година, 311 дана | Венецуела               |
| 86  | Изабел Роза Переира              | Ж   | 13. октобар 1910.   | Жива                | 114 година, 311 дана | Бразил                  |
| 88  | Кахору Фуруја                    | Ж   | 18. фебруар 1908.   | 25. децембар 2022.  | 114 година, 310 дана | Јапан                   |
| 89  | Мери Џозефин Реј                 | Ж   | 17. мај 1895.       | 7. март 2010.       | 114 година, 294 дана | САД                     |
| 90  | Голди Стајнберг                  | Ж   | 30. октобар 1900.   | 16. август 2015.    | 114 година, 290 дана | САД                     |
| 91  | Кијоко Ишигуро                   | Ж   | 4. март 1901.       | 5. децембар 2015.   | 114 година, 276 дана | Јапан                   |
| 92  | Марија До Коуто Маја-Лопес       | Ж   | 24. октобар 1890.   | 25. јул 2005.       | 114 година, 274 дана | Португалија             |
| 92  | Едокси Бабул                     | Ж   | 1. октобар 1901.    | 1. јул 2016.        | 114 година, 274 дана | Француска Гвајана       |
| 94  | Рамона Тринидад Иглесијас Јордан | Ж   | 1. септембар 1889.  | 29. мај 2004.       | 114 година, 271 дан  | Порторико               |
| 94  | Јуки Хино                        | Ж   | 17. април 1902.     | 13. јануар 2017.    | 114 година, 271 дан  | Јапан                   |
| 94  | Лучија Лаура Санђенито           | Ж   | 22. новембар 1910.  | Жива                | 114 година, 271 дан  | Италија                 |
| 97  | Шарлот Кречман                   | Ж   | 3. децембар 1909.   | 27. август 2024.    | 114 година, 268 дана | Немачка                 |
| 98  | Орасио Чели Мендоза              | М   | 3. јануар 1897.     | 25. септембар 2011. | 114 година, 265 дана | Перу                    |
| 98  | Делфин Гибсон                    | Ж   | 17. август 1903.    | 9. мај 2018.        | 114 година, 265 дана | Јапан                   |
| 100 | Ежени Бланшар                    | Ж   | 16. фебруар 1896.   | 4. новембар 2010.   | 114 година, 261 дан  | Сен Бартелеми           |
| 100 | Мине Кондо                       | Ж   | 1. септембар 1910.  | 20. мај 2025.       | 114 година, 261 дан  | Јапан                   |

## 100 најстаријих мушкараца икада
Потврђена доб (умрли): 94
      Потврђена доб (живи): 6

‡^  означава датум смрти али, ако је особа жива, старост на датум 20. август 2025.
| №   | Име                            | Датум рођења        | Датум смрти         | Старост [‡]          | Место смрти или боравка |
| --- | ------------------------------ | ------------------- | ------------------- | -------------------- | ----------------------- |
| 1   | Џироемон Кимура                | 19. април 1897.     | 12. јун 2013.       | 116 година, 54 дана  | Јапан                   |
| 2   | Кристијан Мортенсен            | 16. август 1882.    | 25. април 1998.     | 115 година, 252 дана | САД                     |
| 3   | Емилијано Меркадо дел Торо     | 21. август 1891.    | 24. јануар 2007.    | 115 година, 156 дана | Порторико               |
| 4   | Хуан Висенте Перез             | 27. мај 1909.       | 2. април 2024.      | 114 година, 311 дана | Венецуела               |
| 5   | Орасио Чели Мендоза            | 3. јануар 1897.     | 25. септембар 2011. | 114 година, 265 дана | Перу                    |
| 6   | Волтер Брунинг                 | 21. септембар 1896. | 14. април 2011.     | 114 година, 205 дана | САД                     |
| 7   | Јукичи Чуганџи                 | 23. март 1889.      | 28. септембар 2003. | 114 година, 189 дана | Јапан                   |
| 8   | Томас Пиналес Фигуерео         | 31. март 1906.      | 24. септембар 2020. | 114 година, 177 дана | Доминиканска Република  |
| 9   | Џоун Рјудаветс                 | 15. децембар 1889.  | 5. март 2004.       | 114 година, 81 дан   | Шпанија                 |
| 10  | Густав Гернет                  | 15. октобар 1905.   | 21. октобар 2019.   | 114 година, 6 дана   | Немачка                 |
| 11  | Фред Хејл                      | 1. децембар 1890.   | 19. новембар 2004.  | 113 година, 354 дана | САД                     |
| 12  | Израел Криштал                 | 15. септембар 1903. | 11. август 2017.    | 113 година, 330 дана | Израел                  |
| 13  | Ефраин Антонио Риос Гарсија    | 4. април 1910.      | 11. јануар 2024.    | 113 година, 282 дана | Колумбија               |
| 14  | Томоџи Танабе                  | 18. септембар 1895. | 19. јун 2009.       | 113 година, 274 дана | Јапан                   |
| 15  | Џон Инграм Макморан            | 19. јун 1889.       | 24. фебруар 2003.   | 113 година, 250 дана | САД                     |
| 16  | Масазо Нонака                  | 25. јун 1905.       | 20. јануар 2019.    | 113 година, 209 дана | Јапан                   |
| 17  | Мауро Амбриз Тапија            | 21. новембар 1897.  | 18. април 2011.     | 113 година, 148 дана | Мексико                 |
| 18  | Фредерик Фрејжер               | 27. јануар 1880.    | 14. јун 1993.       | 113 година, 138 дана | САД                     |
| 19  | Еузебио Кинтеро Лопез          | 6. март 1910.       | 16. јул 2023.       | 113 година, 132 дана | Колумбија               |
| 20  | Доналд Батлер                  | 21. август 1885.    | 27. децембар 1998.  | 113 година, 128 дана | САД                     |
| 21  | Џејмс Сиснет                   | 22. фебруар 1900.   | 23. мај 2013.       | 113 година, 90 дана  | Барбадос                |
| 21  | Венкесло Лејва Гонзалез        | 28. септембар 1903. | 27. децембар 2016.  | 113 година, 90 дана  | Мексико                 |
| 23  | Доминго Вила Ависенчио         | 26. август 1906.    | 3. новембар 2019.   | 113 година, 69 дана  | Мексико                 |
| 24  | Максимијано Жозе дос Сантос    | 22. фебруар 1893.   | 25. април 2006.     | 113 година, 62 дана  | Бразил                  |
| 25  | Валтер Ричардсон               | 7. новембар 1885.   | 25. децембар 1998.  | 113 година, 48 дана  | САД                     |
| 26  | Франсиско Нуњез Оливера        | 13. децембар 1904.  | 29. јануар 2018.    | 113 година, 47 дана  | Шпанија                 |
| 27  | Хенри Алингам                  | 5. јун 1896.        | 18. јул 2009.       | 113 година, 43 дана  | Уједињено Краљевство    |
| 28  | Емилио Флорес Маркез           | 8. август 1908.     | 12. август 2021.    | 113 година, 4 дана   | Порторико               |
| 29  | Читетсу Ватанабе               | 5. март 1907.       | 23. фебруар 2020.   | 112 година, 355 дана | Јапан                   |
| 30  | Антонио Тоде                   | 22. јануар 1889.    | 2. јануар 2002.     | 112 година, 345 дана | Италија                 |
| 31  | Сатурнино де ла Фуенте Гарсија | 11. фебруар 1909.   | 18. јануар 2022.    | 112 година, 341 дан  | Шпанија                 |
| 32  | Мозес Харди                    | 6. јануар 1894.     | 7. децембар 2006.   | 112 година, 335 дана | САД                     |
| 33  | Жоао Марињо Нето               | 5. октобар 1912.    | Жив                 | 112 година, 319 дана | Бразил                  |
| 34  | Јасутаро Коиде                 | 13. март 1903.      | 19. јануар 2016.    | 112 година, 312 дана | Јапан                   |
| 35  | Џон Еванс                      | 19. август 1877.    | 10. јун 1990.       | 112 година, 295 дана | Уједињено Краљевство    |
| 36  | Ши Пинг                        | 1. новембар 1911.   | 29. јун 2024.       | 112 година, 241 дан  | Кина                    |
| 37  | Ричард Овертон                 | 11. мај 1906.       | 27. децембар 2018.  | 112 година, 230 дана | САД                     |
| 38  | Делио Вентурати                | 25. октобар 1909.   | 1. јун 2022.        | 112 година, 219 дана | Бразил                  |
| 39  | Дензо Ишизаки                  | 2. октобар 1886.    | 29. април 1999.     | 112 година, 209 дана | Јапан                   |
| 40  | Џорџ Франсис                   | 6. јун 1896.        | 27. децембар 2008.  | 112 година, 204 дана | САД                     |
| 41  | Џејмс Кинг                     | 15. новембар 1854.  | 5. јун 1967.        | 112 година, 202 дана | САД                     |
| 42  | Жорж Томас                     | 19. новембар 1911.  | 1. јун 2024.        | 112 година, 195 дана | Француска               |
| 43  | Јосеп Арменгол Јовер           | 23. јул 1881.       | 20. јануар 1994.    | 112 година, 181 дан  | Шпанија                 |
| 44  | Ђовани Фрај                    | 29. децембар 1890.  | 19. јун 2003.       | 112 година, 172 дана | Италија                 |
| 45  | Жил Теобалд                    | 17. април 1909.     | 5. октобар 2021.    | 112 година, 171 дан  | Мартиник                |
| 46  | Џон Пејнтер                    | 20. септембар 1888. | 1. март 2001.       | 112 година, 162 дана | САД                     |
| 47  | Марсел Мејс                    | 12. јул 1909.       | 15. децембар 2021.  | 112 година, 156 дана | Француска               |
| 48  | Масамицу Јошида                | 30. мај 1904.       | 29. октобар 2016.   | 112 година, 152 дана | Јапан                   |
| 49  | Сакари Момој                   | 5. фебруар 1903.    | 5. јул 2015.        | 112 година, 150 дана | Јапан                   |
| 50  | Виктор Чачка Сантос            | 14. јун 1910.       | 9. новембар 2022.   | 112 година, 148 дана | Перу                    |
| 51  | Гисабуро Сонобе                | 6. новембар 1911.   | 31. март 2024.      | 112 година, 146 дана | Јапан                   |
| 52  | Ефраин Нуњез Нуњез             | 28. децембар 1904.  | 22. мај 2017.       | 112 година, 145 дана | Доминиканска Република  |
| 53  | Жозино Левино Фереира          | 3. април 1913.      | Жив                 | 112 година, 139 дана | Бразил                  |
| 54  | Алфеј Филимон Кол              | 12. јул 1876.       | 25. новембар 1988.  | 112 година, 136 дана | САД                     |
| 55  | Аугусто Мореира де Оливеира    | 6. октобар 1896.    | 13. фебруар 2009.   | 112 година, 130 дана | Португалија             |
| 56  | Жоао Занол                     | 13. октобар 1907.   | 12. фебруар 2020.   | 112 година, 122 дана | Бразил                  |
| 57  | Џорџ Џонсон                    | 1. мај 1894.        | 30. август 2006.    | 112 година, 121 дан  | САД                     |
| 57  | Микизо Уеда                    | 11. мај 1910.       | 9. септембар 2022.  | 112 година, 121 дан  | Јапан                   |
| 59  | Лоренс Брукс                   | 12. септембар 1909. | 5. јануар 2022.     | 112 година, 115 дана | САД                     |
| 60  | Салустијано Санчез             | 8. јун 1901.        | 13. септембар 2013. | 112 година, 97 дана  | САД                     |
| 61  | Парк Херд                      | 18. мај 1882.       | 18. август 1994.    | 112 година, 92 дана  | САД                     |
| 62  | Џон Тинисвуд                   | 26. август 1912.    | 25. новембар 2024.  | 112 година, 91 дан   | Уједињено Краљевство    |
| 63  | КП Крафорд                     | 25. август 1907.    | 23. новембар 2019.  | 112 година, 90 дана  | САД                     |
| 64  | Хорхе Дуран Корал              | 23. април 1909.     | 21. јул 2021.       | 112 година, 89 дана  | Мексико                 |
| 65  | Јошиказу Јамашита              | 10. април 1907.     | 7. јул 2019.        | 112 година, 88 дана  | Јапан                   |
| 66  | Генган Тонаки                  | 30. октобар 1884.   | 24. јануар 1997.    | 112 година, 86 дана  | Јапан                   |
| 67  | Илије Чокан                    | 10. јун 1913.       | Жив                 | 112 година, 71 дан   | Румунија                |
| 68  | Боб Вејтон                     | 29. март 1908.      | 28. мај 2020.       | 112 година, 60 дана  | Уједињено Краљевство    |
| 69  | Таданосуке Хашимото            | 27. април 1891.     | 31. мај 2003.       | 112 година, 34 дана  | Јапан                   |
| 70  | Кумекичи Тани                  | 20. април 1891.     | 12. мај 2003.       | 112 година, 22 дана  | Јапан                   |
| 71  | Ернест Пероно                  | 7. март 1902.       | 26. март 2014.      | 112 година, 19 дана  | САД                     |
| 72  | Џорџ Фелдман                   | 2. децембар 1906.   | 2. децембар 2018.   | 112 година, 0 дана   | САД                     |
| 73  | Тунахеј Огава                  | 9. јануар 1907.     | 4. јануар 2019.     | 111 година, 360 дана | Јапан                   |
| 74  | Артуро Ликата                  | 2. мај 1902.        | 24. април 2014.     | 111 година, 357 дана | Италија                 |
| 75  | Станислав Ковалски             | 14. април 1910.     | 5. април 2022.      | 111 година, 356 дана | Пољска                  |
| 76  | Силверио Переира Ајала         | 11. јун 1906.       | 30. мај 2018.       | 111 година, 353 дана | Парагвај                |
| 77  | Френк Моримицу                 | 26. децембар 1886.  | 9. децембар 1998.   | 111 година, 348 дана | САД                     |
| 78  | Волтер Сјуард                  | 13. октобар 1896.   | 14. септембар 2008. | 111 година, 337 дана | САД                     |
| 79  | Фаустино Варгас Перез          | 27. септембар 1896. | 20. август 2008.    | 111 година, 328 дана | Костарика               |
| 80  | Морис Флоке                    | 25. децембар 1894.  | 10. новембар 2006.  | 111 година, 320 дана | Француска               |
| 81  | Кен Векс                       | 5. октобар 1913.    | Жив                 | 111 година, 319 дана | Аустралија              |
| 82  | Валерио Пироди                 | 13. новембар 1905.  | 18. септембар 2017. | 111 година, 309 дана | Италија                 |
| 83  | Шигеру Накамура                | 11. јануар 1911.    | 15. новембар 2022.  | 111 година, 308 дана | Јапан                   |
| 84  | Артур Наш                      | 7. јануар 1885.     | 4. новембар 1996.   | 111 година, 302 дана | Канада                  |
| 85  | Џејмс Макубри                  | 13. септембар 1901. | 5. јул 2013.        | 111 година, 295 дана | САД                     |
| 86  | Михаил Кричевски               | 9. март 1897.       | 26. децембар 2008.  | 111 година, 292 дана | Украјина                |
| 87  | Хулио Салдаријага Ернандез     | 3. новембар 1913.   | Жив                 | 111 година, 290 дана | Колумбија               |
| 88  | Езра Хил                       | 19. децембар 1910.  | 4. октобар 2022.    | 111 година, 289 дана | САД                     |
| 89  | Џоу Ренкинг                    | 7. новембар 1913.   | Жив                 | 111 година, 286 дана | Кина                    |
| 90  | Џон Мозли Тарнер               | 15. јун 1856.       | 21. март 1968.      | 111 година, 280 дана | Уједињено Краљевство    |
| 91  | Херман Дорнеман                | 27. мај 1893.       | 2. март 2005.       | 111 година, 279 дана | Немачка                 |
| 92  | Макарио Барија Кардена         | 10. март 1913.      | 10. децембар 2024.  | 111 година, 275 дана | Панама                  |
| 92  | Хиларио Ороско Лемус           | 3. новембар 1913.   | 5. август 2025.     | 111 година, 275 дана | Мексико                 |
| 94  | Лоренс Томпсон                 | 23. јануар 1887.    | 24. октобар 1998.   | 111 година, 274 дана | САД                     |
| 95  | Агустин Рејес Ортис            | 8. фебруар 1887.    | 6. новембар 1998.   | 111 година, 271 дан  | Порторико               |
| 96  | Антонио Уреа Ернандез          | 18. фебруар 1888.   | 15. новембар 1999.  | 111 година, 270 дана | Шпанија                 |
| 96  | Жозе Родригес Авелино          | 5. јануар 1905.     | 1. октобар 2016.    | 111 година, 270 дана | Бразил                  |
| 98  | Чоки Мијаги                    | 15. новембар 1904.  | 7. август 2016.     | 111 година, 266 дана | Јапан                   |
| 99  | Рубен Синклер                  | 5. децембар 1911.   | 27. август 2023.    | 111 година, 265 дана | Канада                  |
| 100 | Педро Батиста Лајана           | 25. јун 1909.       | 7. март 2021.       | 111 година, 255 дана | Куба                    |

## Хронолошки попис најстаријих живих људи на свету од 1951. године
- Носиоци титуле "најстарија жива особа на свету" од 1951. године према гинисовој књизи рекорда и геронтолошкој истраживачкој групи.[2]

| Период             | Период                                 | Име                              | Пол | Године када најстарији | Животни век                                                | Пребивалиште (Место смрти) |
| од                 | до                                     | Име                              | Пол | Године када најстарији | Животни век                                                | Пребивалиште (Место смрти) |
| ------------------ | -------------------------------------- | -------------------------------- | --- | ---------------------- | ---------------------------------------------------------- | -------------------------- |
| Непознато          | 28. април 1951                         | Луси Вудман                      | Ж   | ?–109                  | 3. мај 1841 – 28. април 1951 109 година, 360 дана          | САД                        |
| 28. април 1951     | 14. јануар 1954 (2 године, 261 дан)    | Ненси Мериман                    | Ж   | 109–112                | 19. децембар 1841 – 14. јануар 1954 112 година, 26 дана    | САД                        |
| 14. јануар 1954    | 24. октобар 1955 (1 година, 283 дана)  | Бетси Бејкер                     | Ж   | 111–113                | 20. август 1842 – 24. октобар 1955 113 година, 65 дана     | САД                        |
| 24. октобар 1955   | 16. децембар 1956 (1 година, 53 дана)  | Џени Хауел                       | Ж   | 110–111                | 11. фебруар 1845 – 16. децембар 1956 111 година, 309 days  | САД                        |
| 16. децембар 1956  | 7. јануар 1957 (22 дана)               | Матијас Хансен Сатер             | М   | 108                    | 21. октобар 1848 – 7. јануар 1957 108 година, 78 дана      | Норвешка                   |
| 7. јануар 1957     | 4. јануар 1959 (1 година, 362 дана)    | Кетрин Волер                     | Ж   | 108–110                | 1. децембар 1848 – 4. јануар 1959 110 година, 34 дана      | САД                        |
| 4. јануар 1959     | 7. октобар 1959 (276 дана)             | Кристина Карнебик-Бакс           | Ж   | 109–110                | 2. октобар 1849 – 7. октобар 1959 110 година, 5 дана       | Холандија                  |
| 7. октобар 1959    | 9. октобар 1960 (1 година, 2 дана)     | Роберт Ерли                      | М   | 109–111                | 8. октобар 1849 – 9. октобар 1960 111 година, 1 дан        | САД                        |
| 9. октобар 1960    | 28. новембар 1960 (50 дана)            | Нети Миник                       | Ж   | 109                    | 3. април 1851 – 28. новембар 1960 109 година, 239 дана     | САД                        |
| 28. новембар 1960  | 30. децембар 1964 (4 година, 32 дана)  | Мери Кели                        | Ж   | 109–113                | 7. јун 1851 – 30. децембар 1964 113 година, 206 дана       | Уједињено Краљевство       |
| 30. децембар 1964  | 5. јун 1967 (2 године, 157 дана)       | Џејмс Кинг                       | М   | 110–112                | 15. новембар 1854 – 5. јун 1967 112 година, 202 дана       | САД                        |
| 5. јун 1967        | 21. октобар 1968 (1 година, 138 дана)  | Нарциса Рикман                   | Ж   | 111–113                | 13. септембар 1855 – 21. октобар 1968 113 година, 38 дана  | САД                        |
| 21. октобар 1968   | 14. новембар 1968 (24 дана)            | Томе Хоригоме                    | Ж   | 111                    | 22. јануар 1857 – 14. новембар 1968 111 година, 297 дана   | Јапан                      |
| 14. новембар 1968  | 4. мај 1969 (171 дана)                 | Мари Бернаткова                  | Ж   | 111                    | 22. октобар 1857 – 4. мај 1969 111 година, 194 дана        | Чешка                      |
| 4. мај 1969        | 31. децембар 1969 (241 дан)            | Харуно Шимада                    | Ж   | 111–112                | 24. децембар 1857 – 31. децембар 1969 112 година, 7 дана   | Јапан                      |
| 31. децембар 1969  | 11. јануар 1970 (11 дана)              | Ејда Роу                         | Ж   | 111                    | 6. фебруар 1858 – 11. јануар 1970 111 година, 339 дана     | Уједињено Краљевство       |
| 11. јануар 1970    | 10. јул 1972 (2 године, 181 дан)       | Кити Харви                       | Ж   | 109–112                | 12. јануар 1860 – 10. јул 1972 112 година, 180 дана        | САД                        |
| 10. јул 1972       | 27. фебруар 1973 (232 дана)            | Хосефа Салас Матео               | Ж   | 111–112                | 14. јул 1860 – 27. фебруар 1973 112 година, 228 дана       | Шпанија                    |
| 27. фебруар 1973   | 18. август 1973 (172 дана)             | Алис Стивенсон                   | Ж   | 111–112                | 10. јул 1861 – 18. август 1973 112 година, 39 дана         | Уједињено Краљевство       |
| 18. август 1973    | 10. јануар 1974 (145 дана)             | Ети Крист                        | Ж   | 111                    | 14. фебруар 1862 – 10. јануар 1974 111 година, 330 дана    | САД                        |
| 10. јануар 1974    | 7. април 1974 (87 дана)                | Лоренс Ентиопе                   | Ж   | 111                    | 9. децембар 1862 – 7. април 1974 111 година, 119 дана      | Мартиник                   |
| 7. април 1974      | 31. мај 1975 (1 година, 54 дана)       | Мито Умета                       | Ж   | 111–112                | 27. март 1863 – 31. мај 1975 112 година, 65 дана           | Јапан                      |
| 31. мај 1975       | 16. новембар 1976 (1 година, 169 дана) | Нива Кавамото                    | Ж   | 111–113                | 17. септембар 1863 – 16. новембар 1976 113 година, 60 дана | Јапан                      |
| 16. новембар 1976  | 5. новембар 1978 (1 година, 354 дана)  | Алис Колс                        | Ж   | 111–113                | 28. август 1865 – 5. новембар 1978 113 година, 69 дана     | САД                        |
| 5. новембар 1978   | 29. јун 1979 (236 дана)                | Хосефа Ловет Ловет               | Ж   | 111–112                | 25. фебруар 1867 – 29. јун 1979 112 година, 124 дана       | Шпанија                    |
| 29. јун 1979       | 27. јануар 1981 (1 година, 212 дана)   | Елајза Андервуд                  | Ж   | 112–113                | 15. март 1867 – 27. јануар 1981 113 година, 318 дана       | САД                        |
| 27. јануар 1981    | 26. август 1981 (211 дана)             | Џудија Ворд                      | Ж   | 112–113                | 15. јун 1868 – 26. август 1981 113 година, 72 дана         | САД                        |
| 26. август 1981    | 13. новембар 1982 (1 година, 79 дана)  | Нели Спенсер                     | Ж   | 112–113                | 24. август 1869 – 13. новембар 1982 113 година, 81 дан     | САД                        |
| 13. новембар 1982  | 13. октобар 1983 (334 дана)            | Ема Вилсон                       | Ж   | 112–113                | 12. мај 1870 – 13. октобар 1983 113 година, 154 дана       | САД                        |
| 13. октобар 1983   | 21. октобар 1986 (3 године, 8 дана)    | Аугуста Холц                     | Ж   | 112–115                | 3. август 1871 – 21. октобар 1986 115 година, 79 дана      | САД                        |
| 21. октобар 1986   | 2. фебруар 1987 (104 дана)             | Мери Мекини                      | Ж   | 113                    | 30. мај 1873 – 2. фебруар 1987 113 година, 248 дана        | САД                        |
| 2. фебруар 1987    | 27. децембар 1987 (328 дана)           | Ана Елајза Вилијамс              | Ж   | 113–114                | 2. јун 1873 – 27. децембар 1987 114 година, 208 дана       | Уједињено Краљевство       |
| 27. децембар 1987  | 11. јануар 1988 (15 дана)              | Флоренс Кнап                     | Ж   | 114                    | 10. октобар 1873 – 11. јануар 1988 114 година, 93 дана     | САД                        |
| 11. јануар 1988    | 7. јул 1990 (2 године, 177 дана)       | Истер Вигинс                     | Ж   | 113–116                | 1. јун 1874 – 7. јул 1990 116 година, 26 дана              | САД                        |
| 7. јул 1990        | 4. август 1997 (7 година, 28 дана)     | Жана Калман                      | Ж   | 115–122                | 21. фебруар 1875 – 4. август 1997 122 године, 164 дана     | Француска                  |
| 4. август 1997     | 16. април 1998 (255 дана)              | Мари Луиз Мејер                  | Ж   | 116–117                | 29. август 1880 – 16. април 1998 117 година, 230 дана      | Канада                     |
| 16. април 1998     | 30. децембар 1999 (1 година, 258 дана) | Сара Кнаус                       | Ж   | 117–119                | 24. септембар 1880 – 30. децембар 1999 119 година, 97 дана | САД                        |
| 30. децембар 1999  | 21. новембар 2000 (327 дана)           | Ела Милер                        | Ж   | 115                    | 6. децембар 1884 – 21. новембар 2000 115 година, 351 дан   | САД                        |
| 21. новембар 2000  | 6. јун 2001 (197 дана)                 | Мари Бремон                      | Ж   | 114–115                | 25. април 1886 – 6. јун 2001 115 година, 42 дана           | Француска                  |
| 6. јун 2001        | 18. март 2002 (285 дана)               | Мод Фарис-Луз                    | Ж   | 114–115                | 21. фебруар 1887 – 18. март 2002 115 година, 25 дана       | САД                        |
| 18. март 2002      | 28. мај 2002 (71 дана)                 | Грејс Клосон                     | Ж   | 114                    | 15. новембар 1887 – 28. мај 2002 114 година, 194 дана      | САД                        |
| 28. мај 2002       | 21. август 2002 (85 дана)              | Аделина Домингес                 | Ж   | 114                    | 19. фебруар 1888 – 21. август 2002 114 година, 183 дана    | САД                        |
| 21. август 2002    | 29. децембар 2002 (130 дана)           | Меј Харингтон                    | Ж   | 113                    | 20. јануар 1889 – 29. децембар 2002 113 година, 343 дана   | САД                        |
| 29. децембра 2002  | 28. септембар 2003 (273 дана)          | Јукичи Чуганџи                   | М   | 113–114                | 23. март 1889 – 28. септембар 2003 114 година, 189 дана    | Јапан                      |
| 28. септембар 2003 | 13. новембар 2003 (46 дана)            | Митојо Кавате                    | Ж   | 114                    | 15. мај 1889 – 13. новембар 2003 114 година, 182 дана      | Јапан                      |
| 13. новембар 2003  | 29. мај 2004 (198 дана)                | Рамона Тринидад Иглесијас Јордан | Ж   | 114                    | 1. септембар 1889 – 29. мај 2004 114 година, 271 дан       | Порторико                  |
| 29. мај 2004       | 27. август 2006 (2 године, 90 дана)    | Марија Каповила                  | Ж   | 114–116                | 14. септембар 1889 – 27. август 2006 116 years, 347 days   | Еквадор                    |
| 27. август 2006    | 11. децембар 2006 (106 дана)           | Елизабет Болден                  | Ж   | 116                    | 15. август 1890 – 11. децембар 2006 116 година, 118 дана   | САД                        |
| 11. децембар 2006  | 24. јануар 2007 (44 дана)              | Емилијано Меркадо дел Торо       | М   | 115                    | 21. август 1891 – 24. јануар 2007 115 година, 156 дана     | Порторико                  |
| 24. јануар 2007    | 28. јануар 2007 (4 дана)               | Ема Тилман                       | Ж   | 114                    | 22. новембар 1892 – 28. јануар 2007 114 година, 67 дана    | САД                        |
| 28. јануар 2007    | 13. август 2007 (196 дана)             | Јоне Минагава                    | Ж   | 114                    | 4. јануар 1893 – 13. август 2007 114 година, 221 дан       | Јапан                      |
| 13. август 2007    | 26. новембар 2008 (1 година, 105 дана) | Една Паркер                      | Ж   | 114–115                | 20. април 1893 – 26. новембар 2008 115 година, 220 дана    | САД                        |
| 26. новембар 2008  | 2. јануар 2009 (37 дана)               | Марија де Жезус                  | Ж   | 115                    | 10. септембар 1893 – 2. јануар 2009 115 година, 114 дана   | Португалија                |
| 2. јануар 2009     | 11. септембар 2009 (252 дана)          | Гертруда Бејнс                   | Ж   | 114–115                | 6. април 1894 – 11. септембар 2009 115 година, 158 дана    | САД                        |
| 11. септембар 2009 | 2. мај 2010 (233 дана)                 | Кама Чинен                       | Ж   | 114                    | 10. мај 1895 – 2. мај 2010 114 година, 357 дана            | Јапан                      |
| 2. мај 2010        | 4. новембар 2010 (186 дана)            | Ежени Бланшар                    | Ж   | 114                    | 16. фебруар 1896 – 4. новембар 2010 114 година, 261 дан    | Сен Бартелеми              |
| 4. новембар 2010   | 18. новембар 2010 (14 дана)            | Ана Ногеира де Лука              | Ж   | 114                    | 21. јун 1896 – 18. новембар 2010 114 година, 150 дана      | Бразил                     |
| 18. новембар 2010  | 21. јун 2011 (215 дана)                | Марија Гомес Валентим            | Ж   | 114                    | 9. јул 1896 – 21. јун 2011 114 година, 347 дана            | Бразил                     |
| 21. јун 2011       | 4. децембар 2012 (1 година, 166 дана)  | Бес Купер                        | Ж   | 114–116                | 26. август 1896 – 4. децембар 2012 116 година, 100 дана    | САД                        |
| 4. децембар 2012   | 17. децембар 2012 (13 дана)            | Дина Манфредини                  | Ж   | 115                    | 4. април 1897 – 17. децембар 2012 115 година, 257 дана     | САД                        |
| 17. децембар 2012  | 12. јун 2013 (177 дана)                | Џироемон Кимура                  | М   | 115–116                | 19. април 1897 – 12. јун 2013 116 година, 54 дана          | Јапан                      |
| 12. јун 2013       | 1. април 2015 (1 година, 293 дана)     | Мисао Окава                      | Ж   | 115–117                | 5. март 1898 – 1. април 2015 117 година, 27 дана           | Јапан                      |
| 1. април 2015      | 6. април 2015 (5 дана)                 | Гертруда Вивер                   | Ж   | 116                    | 4. јул 1898 – 6. април 2015 116 година, 276 дана           | САД                        |
| 6. април 2015      | 17. јун 2015 (72 дана)                 | Џерлин Тали                      | Ж   | 115–116                | 23. мај 1899 – 17. јун 2015 116 година, 25 дана            | САД                        |
| 17. јун 2015       | 12. мај 2016 (330 дана)                | Сузана Мушат Џоунс               | Ж   | 115–116                | 6. јул 1899 – 12. мај 2016 116 година, 311 дана            | САД                        |
| 12. мај 2016.      | 15. април 2017 (338 дана)              | Ема Морано                       | Ж   | 116–117                | 29. новембар 1899 – 15. април 2017 117 година, 137 дана    | Италија                    |
| 15. април 2017     | 15. септембар 2017 (152 дана)          | Вајолет Браун                    | Ж   | 117                    | 10. март 1900 – 15. септембар 2017 117 година, 189 дана    | Јамајка                    |
| 15. септембар 2017 | 21. април 2018 (218 дана)              | Наби Таџима                      | Ж   | 117                    | 4. август 1900 – 21. април 2018 117 година, 260 дана       | Јапан                      |
| 21. април 2018     | 22. мај 2018 (92 дана)                 | Чијо Мијако                      | Ж   | 116–117                | 2. мај 1901 – 22. јул 2018 117 година, 81 дан              | Јапан                      |
| 22. јул 2018       | 19. април 2022 (3 године, 271 дан)     | Кане Танака                      | Ж   | 115–119                | 2. јануар 1903 – 19. април 2022 119 година, 107 дана       | Јапан                      |
| 19. април 2022     | 17. јануар 2023 (273 дана)             | Лисил Рандон                     | Ж   | 118                    | 11. фебруар 1904 – 17. јануар 2023 118 година, 340 дана    | Француска                  |
| 17. јануар 2023    | 19. август 2024 (1 година, 215 дана)   | Марија Брањас Морера             | Ж   | 115–117                | 4. март 1907 – 19. август 2024 117 година, 168 дана        | Шпанија                    |
| 19. август 2024    | 29. децембар 2024 (132 дана)           | Томико Итока                     | Ж   | 116                    | 23. мај 1908 – 29. децембар 2024 116 година, 220 дана      | Јапан                      |
| 29. децембар 2024  | 30. април 2025 (122 дана)              | Ина Канабаро Лукас               | Ж   | 116                    | 8. јун 1908 – 30. април 2025 116 година, 326 дана          | Бразил                     |
| 30. април 2025     | тренутно (112 дана)                    | Етел Катерхем                    | Ж   | 115–116*               | рођена 21. августа 1909 115 година, 364 дана               | Уједињено Краљевство       |

## Хронолошки попис најстаријих живих мушкараца на свету од 1951. године
- Носиоци титуле "најстарији живи мушкарац на свету" од 1951. године према гинисовој књизи рекорда и геронтолошкој истраживачкој групи.[3]

| Период             | Период                                  | Име                            | Године када најстарији | Животни век                                                | Пребивалиште (Место смрти) |
| од                 | до                                      | Име                            | Године када најстарији | Животни век                                                | Пребивалиште (Место смрти) |
| ------------------ | --------------------------------------- | ------------------------------ | ---------------------- | ---------------------------------------------------------- | -------------------------- |
| Непознато          | 27. март 1951                           | Џејмс Смит                     | ?–108                  | 10. јул 1842 – 27. март 1951 108 година, 265 дана          | САД                        |
| 27. март 1951      | 12. март 1953 (1 година, 350 дана)      | Џејмс Хард                     | 107–109                | 15. јул 1843 – 12. март 1953 109 година, 240 дана          | САД                        |
| 12. март 1953      | 10. октобар 1953 (212 дана)             | Карл Глекнер                   | 107                    | 29. децембар 1845 – 10. октобар 1953 107 година, 286 дана  | Немачка                    |
| 10. октобар 1953   | 17. септембар 1954 (342 дана)           | Вејланд Њуел                   | 107–108                | 15. септембар 1846 – 17. септембар 1954 108 година, 2 дана | САД                        |
| 17. септембар 1954 | 23. септембар 1954 (6 дана)             | Андерс Јохансон                | 106                    | 24. март 1848 – 23. септембар 1954 106 година, 183 дана    | Шведска                    |
| 23. септембар 1954 | 3. децембар 1954 (71 дан)               | Еуклид Стори                   | 106                    | 30. јул 1848 – 3. децембар 1954 106 година, 126 дана       | САД                        |
| 3. децембар 1954   | 14. март 1955 (101 дан)                 | Данијел Камингс                | 106                    | 25. септембар 1848 – 14. март 1955 106 година, 170 дана    | САД                        |
| 14. март 1955      | 7. јануар 1957 (1 година, 299 дана)     | Матијас Хансен Сатер           | 106–108                | 21. октобар 1848 – 7. јануар 1957 108 година, 78 дана      | Норвешка                   |
| 7. јануар 1957     | 9. октобар 1960 (3 године, 276 дана)    | Роберт Ерли                    | 107–111                | 8. октобар 1849 – 9. октобар 1960 111 година, 1 дан        | САД                        |
| 9. октобар 1960    | 9. децембар 1960 (61 дан)               | Вилем Костеринг                | 108–109                | 22. новембар 1851 – 9. децембар 1960 109 година, 17 дана   | Холандија                  |
| 9. децембар 1960   | 12. март 1962 (1 година, 93 дана)       | Силвестер Мелвин               | 109–110                | 29. новембар 1851 – 12. март 1962 110 година, 103 дана     | САД                        |
| 12. март 1962      | 16. март 1962 (4 дана)                  | Жозеф Сен Амур                 | 110                    | 26. фебруар 1852 – 16. март 1962 110 година, 18 дана       | Канада                     |
| 16. март 1962      | 22. новембар 1962 (251 дан)             | Вилијам Смит                   | 108                    | 28. фебруар 1854 – 22. новембар 1962 108 година, 267 дана  | САД                        |
| 22. новембар 1962  | 5. јун 1967 (4 године, 195 дана)        | Џејмс Кинг                     | 108–112                | 15. новембар 1854 – 5. јун 1967 112 година, 202 дана       | САД                        |
| 5. јун 1967        | 21. март 1968 (290 дана)                | Џон Мозли Тарнер               | 110–111                | 15. јун 1856 – 21. март 1968 111 година, 280 дана          | Уједињено Краљевство       |
| 21. март 1968      | 24. новембар 1968 (248 дана)            | Ели Линдзи                     | 110                    | 28. фебруар 1858 – 24. новембар 1968 110 година, 270 дана  | Канада                     |
| 24. новембар 1968  | 26. децембар 1968 (32 дана)             | Џон Чејни                      | 109                    | 12. октобар 1859 – 26. децембар 1968 109 година, 75 дана   | САД                        |
| 26. децембар 1968  | 22. април 1969 (117 дана)               | Вилијам Ламб                   | 109                    | 24. новембар 1859 – 22. април 1969 109 година, 149 дана    | САД                        |
| 22. април 1969     | 4. јануар 1970 (257 дана)               | Џон Џонсон                     | 108–109                | 27. мај 1860 – 4. јануар 1970 109 година, 222 дана         | САД                        |
| 4. јануар 1970     | 2. децембар 1971 (1 година, 332 дана)   | Теофил Мај                     | 108–110                | 5. јануар 1861 – 2. децембар 1971 110 година, 331 дан      | САД                        |
| 2. децембар 1971   | 5. мај 1973 (1 година, 154 дана)        | Фридрих Ведекинг               | 109–110                | 10. октобар 1862 – 5. мај 1973 110 година, 207 дана        | Немачка                    |
| 5. мај 1973        | 18. октобар 1974 (1 година, 166 дана)   | Исак Едвардс                   | 109–110                | 6. децембар 1863 – 18. октобар 1974 110 година, 316 дана   | САД                        |
| 18. октобар 1974   | 7. јануар 1977 (2 године, 81 дан)       | Џејмс Холт                     | 108–111                | 25. децембар 1865 – 7. јануар 1977 111 година, 13 дана     | САД                        |
| 7. јануар 1977     | 17. март 1977 (69 дана)                 | Жан Теје                       | 110                    | 6. новембар 1866 – 17. март 1977 110 година, 131 дан       | Француска                  |
| 17. март 1977      | 20. август 1978 (1 година, 156 дана)    | Чарли Нелсон                   | 109–110                | 21. септембар 1867 – 20. август 1978 110 година, 333 дана  | САД                        |
| 20. август 1978    | 5. септембар 1980 (2 године, 16 дана)   | Чарли Филипс                   | 109–111                | 5. мај 1869 – 5. септембар 1980 111 година, 123 дана       | САД                        |
| 5. септембар 1980  | 10. април 1982 (1 година, 217 дана)     | Закарија Блекистон             | 109–111                | 16. фебруар 1871 – 10. април 1982 111 година, 53 дана      | САД                        |
| 10. април 1982     | 4. март 1983 (328 дана)                 | Џејмс Неш                      | 109–110                | 31. јул 1872 – 4. март 1983 110 година, 216 дана           | САД                        |
| 4. март 1983       | 11. август 1983 (160 дана)              | Волтер Вилкокс                 | 110                    | 1. новембар 1872 – 11. август 1983 110 година, 283 дана    | САД                        |
| 11. август 1983    | 22. децембар 1983 (133 дана)            | Грегори Пандазес               | 110                    | 15. јануар 1873 – 22. децембар 1983 110 година, 341 дан    | САД                        |
| 22. децембар 1983  | 25. јун 1984 (186 дана)                 | Бењамин Гарнер                 | 110                    | 10. август 1873 – 25. јун 1984 110 година, 320 дана        | САД                        |
| 25. јун 1984       | 15. децембар 1984 (173 дана)            | Рендолф Дејвис                 | 110–111                | 15. октобар 1873 – 15. децембар 1984 111 година, 61 дан    | САД                        |
| 15. децембар 1984  | 14. децембар 1986 (1 година, 364 дана)  | Џо Томас                       | 109–111                | 1. мај 1875 – 14. децембар 1986 111 година, 227 дана       | САД                        |
| 14. децембар 1986  | 5. јануар 1987 (22 дана)                | Херман Смит Јохансен           | 111                    | 15. јун 1875 – 5. јануар 1987 111 година, 204 дана         | Норвешка                   |
| 5. јануар 1987     | 25. новембар 1988 (1 година, 325 дана)  | Алфеј Филимон Кол              | 110–112                | 12. јул 1876 – 25. новембар 1988 112 година, 136 дана      | САД                        |
| 25. новембар 1988  | 10. јун 1990 (1 година, 197 дана)       | Џон Еванс                      | 111–112                | 19. август 1877 – 10. јун 1990 112 година, 295 дана        | Уједињено Краљевство       |
| 10. јун 1990       | 18. јун 1990 (8 дана)                   | Хенри Перињон                  | 110                    | 14. октобар 1879 – 18. јун 1990 110 година, 247 дана       | Француска                  |
| 18. јун 1990       | 24. децембар 1990 (189 дана)            | Роберт Фриман                  | 110–111                | 22. децембар 1879 – 24. децембар 1990 111 година, 2 дана   | САД                        |
| 24. децембар 1990  | 14. јун 1993 (2 године, 172 дана)       | Фредерик Фрејжер               | 110–113                | 27. јануар 1880 – 14. јун 1993 113 година, 138 дана        | САД                        |
| 14. јун 1993       | 20. јануар 1994 (220 дана)              | Јосеп Арменгол Јовер           | 111–112                | 23. јул 1881 – 20. јануар 1994 112 година, 181 дан         | Шпанија                    |
| 20. јануар 1994    | 18. август 1994 (210 дана)              | Парк Херд                      | 111–112                | 18. мај 1882 – 18. август 1994 112 година, 92 дана         | САД                        |
| 18. август 1994    | 25. април 1998 (3 године, 250 дана)     | Кристијан Мортенсен            | 112–115                | 16. август 1882 – 25. април 1998 115 година, 252 дана      | САД                        |
| 25. април 1998     | 27. децембар 1998 (246 дана)            | Доналд Батлер                  | 112–113                | 21. август 1885 – 27. децембар 1998 113 година, 128 дана   | САД                        |
| 27. децембар 1998  | 29. април 1999 (123 дана)               | Дензо Ишизаки                  | 112                    | 2. октобар 1886 – 29. април 1999 112 година, 209 дана      | Јапан                      |
| 29. април 1999     | 15. новембар 1999 (200 дана)            | Антонио Уреа Ернандез          | 111                    | 18. фебруар 1888 – 15. новембар 1999 111 година, 270 дана  | Шпанија                    |
| 15. новембар 1999  | 1. март 2001 (1 година, 106 дана)       | Џон Пејтер                     | 111–112                | 20. септембар 1888 – 1. март 2001 112 година, 162 дана     | САД                        |
| 1. март 2001       | 3. јануар 2002 (308 дана)               | Антонио Тоде                   | 112                    | 22. јануар 1889 – 3. јануар 2002 112 година, 346 дана      | Италија                    |
| 3. јануар 2002     | 28. септембар 2003 (1 година, 268 дана) | Јукичи Чуганџи                 | 112–114                | 23. март 1889 – 28. септембар 2003 114 година, 189 дана    | Јапан                      |
| 28. септембар 2003 | 5. март 2004 (159 дана)                 | Џоун Рјудаветс                 | 113–114                | 15. децембар 1889 – 5. март 2004 114 година, 81 дан        | Шпанија                    |
| 5. март 2004       | 19. новембар 2004 (259 дана)            | Фред Хејл                      | 113                    | 1. децембар 1890 – 19. новембар 2004 113 година, 354 дана  | САД                        |
| 19. новембар 2004  | 24. јануар 2007 (2 године, 66 дана)     | Емилијано Меркадо дел Торо     | 113–115                | 21. август 1891 – 24. јануар 2007 115 година, 156 дана     | Порторико                  |
| 24. јануар 2007    | 19. јун 2009 (2 године, 146 дана)       | Томоџи Танабе                  | 111–113                | 18. септембар 1895 – 19. јун 2009 113 година, 274 дана     | Јапан                      |
| 19. јун 2009       | 18. јул 2009 (29 дана)                  | Хенри Алингам                  | 113                    | 6. јун 1896 – 18. јул 2009 113 година, 42 дана             | Уједињено Краљевство       |
| 18. јул 2009       | 14. април 2011 (1 година, 270 дана)     | Волтер Брунинг                 | 112–114                | 21. септембар 1896 – 14. април 2011 114 година, 205 дана   | САД                        |
| 14. април 2011     | 25. септембар 2011 (164 дана)           | Орасио Чели Мендоза            | 114                    | 23. јануар 1897 – 25. септембар 2011 114 years, 265 days   | Перу                       |
| 25. септембар 2011 | 12. јун 2013 (1 година, 260 дана)       | Џироемон Кимура                | 114–116                | 19. април 1897 – 12. јун 2013 116 years, 54 days           | Јапан                      |
| 12. јун 2013       | 13. септембар 2013 (93 дана)            | Салустијано Санчез             | 112                    | 8. јун 1901 – 13. септембар 2013 112 година, 97 дана       | САД                        |
| 13. септембар 2013 | 26. март 2014 (194 дана)                | Ернест Пероно                  | 111–112                | 7. март 1902 – 26. март 2014 112 година, 19 дана           | САД                        |
| 26. март 2014      | 24. април 2014 (29 дана)                | Артуро Ликата                  | 111                    | 2. мај 1902 – 24. април 2014 111 година, 357 дана          | Италија                    |
| 24. април 2014     | 8. јун 2014 (45 дана)                   | Александер Имич                | 111                    | 4. фебруар 1903 – 8. јун 2014 111 година, 124 дана         | САД                        |
| 8. јун 2014        | 5. јул 2015 (1 година, 27 дана)         | Сакари Момој                   | 111–112                | 5. фебруар 1903 – 5. јул 2015 112 година, 150 дана         | Јапан                      |
| 5. јул 2015        | 19. јануар 2016 (198 дана)              | Јасутаро Коиде                 | 112                    | 13. март 1903 – 19. јануар 2016 112 година, 312 дана       | Јапан                      |
| 19. јануар 2016    | 11. август 2017 (1 година, 204 дана)    | Израел Криштал                 | 112–113                | 15. септембар 1903 – 11. август 2017 113 година, 330 дана  | Израел                     |
| 11. август 2017    | 29. јануар 2018 (171 дан)               | Франсиско Нуњез Оливера        | 112–113                | 13. децембар 1904 – 29. јануар 2018 113 година, 47 дана    | Шпанија                    |
| 29. јануар 2018    | 20. јануар 2019 (356 дана)              | Масазо Нонака                  | 112–113                | 25. јул 1905 – 20. јануар 2019 113 година, 179 дана        | Јапан                      |
| 20. јануар 2019    | 21. октобар 2019 (274 дана)             | Густав Гернет                  | 113–114                | 15. октобар 1905 – 21. октобар 2019 114 година, 6 дана     | Немачка                    |
| 21. октобар 2019   | 24. септембар 2020 (339 дана)           | Томас Пиналес Фигуерео         | 113–114                | 31. март 1906 – 24. септембар 2020 114 година, 177 дана    | Доминиканска Република     |
| 24. септембар 2020 | 12. август 2021 (322 дана)              | Емилио Флорес Маркез           | 112–113                | 8. август 1908 – 12. август 2021 113 година, 4 дана        | Порторико                  |
| 12. август 2021    | 18. јануар 2022 (159 дана)              | Сатурнино де ла Фуенте Гарсија | 112                    | 11. фебруар 1909 – 18. јануар 2022 112 година, 341 дан     | Шпанија                    |
| 18. јануар 2022    | 2. април 2024 (2 године, 75 дана)       | Хуан Висенте Перез             | 112–114                | 27. мај 1909 – 2. април 2024 114 година, 311 дана          | Венецуела                  |
| 2. април 2024      | 29. јун 2024 (88 дана)                  | Ши Пинг                        | 112                    | 1. новембар 1911 – 29. јун 2024 112 година, 241 дан        | Кина                       |
| 29. јун 2024       | 25. новембар 2024 (149 дана)            | Џон Тинисвуд                   | 111–112                | 26. август 1912 – 25. новембар 2024 112 година, 91 дан     | Уједињено Краљевство       |
| 25. новембар 2024  | тренутно (268 дана)                     | Жоао Марињо Нето               | 112*                   | рођен 5. октобра 1912 112 година, 319 дана                 | Бразил                     |